# Lockhartia hercodonta
Lockhartia hercodonta là một loài thực vật có hoa trong họ Lan. Loài này được Rchb.f. ex Kraenzl. mô tả khoa học đầu tiên năm 1923.